# Shifeng
Shifeng är ett stadsdistrikt i Zhuzhou i Hunan-provinsen i södra Kina.